# Zavrh, Bloke
Zavrh este o localitate din comuna Bloke, Slovenia, cu o populație de 16 locuitori.